# Ванкувър (остров)
Вижте пояснителната страница за други значения на Ванкувър.
Остров Ванкувър (на английски: Vancouver Island) е най-големият остров по западното крайбрежие на Северна Америка, част от провинция Британска Колумбия в Западна Канада. Площта му е 32 100 km², от които 31 285 km² са суша. Това му отрежда 11-о място сред островите на Канада и 43-то в света. С население от 646 225 жители (преброяване 2011 г.) е вторият по население остров на Канада след остров Нюфаундленд. В южния край на острова се намира град Виктория – столицата на провинция Британска Колумбия.

## История

### Коренно население
Островът е населен от индиански племена преди няколко хиляди години и по време на неговото откриване и изследване от европейците през втората половина на XVIII век на него живеят три основни индиански народа: куакуака’уаку (куакиутъл, куакиутли, kwakwaka'wakw), нуу-ча-нулт (нутка, nuu-chah-nulth) и крайбрежни салиши (coast salich).
Първата група, куакуака’уаку, наброява около 5500 души, които населяват главно северната и северозападна част на острова. Основните центрове на обитаване са градовете Форт Рупърт (на северното крайбрежие), Алерт Бей (на едноименния остров) и Куоцино (на брега на едноименния залив).
Втората група, нуу-ча-нулт (нутка), обитава главно западното крайбрежие и тя е индианският народ на острова, който първи установява контакт с европейските откриватели. По време на първите си контакти племената нутка са били много по-многочислени от сегашните (8147 души), но донесените от европейците болести довеждат до значителното им намаляване и измиране на някои племена. Впоследствие нутка се включват активно като прекупвачи на ценни животински кожи от племената във вътрешността на континента и испанските, американските и английски търговци. Нну-ча-нулт населяват главно остров Нутка и съседните крайбрежни райони на остров Ванкувър.
Крайбрежните салиши са най-многочисленият индиански народ, населяващ острова (около 18 хил. души). Те са групирани в няколко племена с близки култура и език. Населяват предимно източното, равнинно крайбрежие и по-голямата част от южните райони на острова, в т.ч. и столицата Виктория.

### Откриване и изследване на острова
През лятото на 1774 г. испанският мореплавател Хуан Хосе Ернандес Перес на кораба „Сантяго“ пръв от европейците плава покрай западното крайбрежие на Северна Америка на север от 48° с.ш. и открива цялото западно крайбрежие на острова, в т.ч. залива Нутка (18 юли, 49°35′ с. ш. 126°35′ з. д. / 49.583333° с. ш. 126.583333° з. д.) и протока Хуан де Фука, отделящ острова на юг от континента.
През лятото на следващата 1775 г. друг испански мореплавател, Хуан Франсиско де ла Бодега и Куадра, извършва ново плаване покрай западното крайбрежие на острова, доуточнява картата, съставена от Хуан Хосе Ернандес Перес и установява първия контакт с местните индиански племена нуу-ча-нулт (нутка).
Три години по-късно, от 29 март до 26 април 1778 г., великият английски мореплавател Джеймс Кук също посещава западното крайбрежие на острова и допринася за доизясняване на множество подробности по силно разчленения бряг.
През следващата 1779 г., Хуан Франсиско де ла Бодега и Куадра извършва ново плаване в района и осъществява първата търговия с ценни животински кожи в района, която впоследствие се разраства и довежда до стълкновение между основните европейски търговци – испанци, американци и англичани.
Алесандро Маласпина е друг известен испански мореплавател, който през 1791 г. извършва детайлно картиране на цялото западно крайбрежие и първото етнографско описание на някои от племената, населяващи острова.
Същата година Хуан Франсиско де ла Бодега и Куадра поема командването на новосформираната, най-северна колония на Испания, на западното крайбрежие на острова, на брега на залива Нутка. През тази и следващата година Бодега и Куадра и неговите подчинени детайлно картират цялото крайбрежие на острова, в т.ч. и източното крайбрежие, заедно с протоците Хуан де Фука, Джорджия, Джонстън и Кралица Шарлота, отделящи го от континента. През август и септември 1792 г. към тази дейност се присъединява и британската експедиция, ръководена от Джордж Ванкувър, като много от географските обекти получават смесени англо-испански названия. В резултат на съвместната работа на двамата изтъкнати мореплаватели е картирана и опозната голяма част от силно разчленената брегова линия в този район и е доказано островното положение на остров Ванкувър, който дотогава се е считал за част от континента. Новооткритият остров е кръстен първоначално на имената на двамата изследователи – Ванкувър-Куадра, но впоследствие се запазва само първата част, а на името на Хуан Франсиско де ла Бодега и Куадра е кръстен друг по-малък остров – Куадра, разположен между Ванкувър и континента.

### Европейска колонизация
В продължение на повече от 50 години островът е обект на усилена търговия с ценни кожи, като местните индиански племена са посредници между вътрешността на континента, откъдето се докарват до крайбрежието животинските кожи. След това те ги препродават на европейските търговци, които ги откарват до различни точки на света и най-вече до Китай, където търсенето им е най-голямо. През 1846 г. се подписва договор между САЩ и Великобритания за уреждане на въпроса за границите между двете страни в района на щата Орегон. Договорът предвижда островът да остане владение на Великобритания, независимо че южната му част е пò на юг от 49° с.ш. – паралел, по който е прокарана границата от Горно езеро до Тихия океан. През 1849 г. е основана първата британска колония на острова и за първи губернатор е назначен Ричард Бланшард (1817 – 1894), който управлява колонията до 1851 г.
При управлението на следващия губернатор на острова, Джеймс Дъглас (1803 – 1877), който управлява в периода от 1851 до 1864 г., колонията бележи бурно развитие. През 1843 г. в най-югоизточната част на острова от „Компанията Хъдсънов залив“ е основан Форт Камосак, основен център на търговията с кожи, който малко по-късно е преименуван на Форт Виктория. По времето на управлението на губернатор Дъглас градът се разраства, през 1862 г. е обявен за столица на колонията и започва строителството на британска военноморска база, голяма корабостроителница, военноморска болница и други административни сгради и промишлени предприятия.
През 1858 г. в най-западната част на Канада е създадена колонията Британска Колумбия и за неин първи губернатор е назначен същият този Джеймс Дъглас, който я управлява до 1866 г. Той подема кампания за обединяването на двете колонии в една и това обединение е осъществено през 1866 г., като остров Ванкувър се присъединява към Британска Колумбия, но столицата на острова, град Виктория, става столица на обединената колония. Последен губернатор на колонията Ванкувър от 1864 до 1866 г. е Артър Кенеди (1809 – 1883).

## География

### Географско положение
Остров Ванкувър е разположен покрай западното крайбрежие на Северна Америка с простиране от северозапад на югоизток на протежение от 460 km, а максималната му ширина в средната част достига до 80 km. Крайните точки на острова са: На север – нос Сутил (50°52′35″ с. ш. 128°03′09″ з. д. / 50.876389° с. ш. 128.0525° з. д.), на юг – нос Кристофър (48°18′33″ с. ш. 123°33′39″ з. д. / 48.309167° с. ш. 123.560833° з. д.), на запад – нос Скот (50°46′49″ с. ш. 128°25′58″ з. д. / 50.780278° с. ш. 128.432778° з. д.), на изток – нос Тен Майл (48°27′12″ с. ш. 123°15′54″ з. д. / 48.453333° с. ш. 123.265° з. д.).
На югозапад островът има широк излаз към Тихия океан, а на североизток и юг – поредица от по-широки и по-тесни протоци го отделят от континента. Най-северно се намира протокът Кралица Шарлота, след това следва тесният (минимална ширина 3 km) проток Джонстън (назован в чест на един от офицерите в експедицията на Джордж Ванкувър), а от 50° с.ш. на юг до 48° 30` с.ш. е широкият и осеян с множество малки острови проток Джорджия (назован на името на Джордж Ванкувър). На юг широкият 15 km проток Хуан де Фука (назован в чест на испанския мореплавател от гръцки произход Хуан де Фука (1536 – 1602), търсил морски проход на запад), го отделя от бреговете на щата Вашингтон в САЩ.

### Брегова линия
Бреговата линия на острова има дължина 3226 km, като за разлика от североизточното крайбрежие, което е слабо разчленено, югозападното има фиордов тип бряг.
От север на юг по западното крайбрежие се редуват дълбоко врязани в сушата фиорди и заливи, отделени един от друг от дълги и тесни полуострови и острови. По-големите от тях са: заливи – Куоцино с продължението му на запад – залива Холберг и на юг – залива Нероутсос; Брукс; Чеклесет; Кюкуот; Есперанса; Нутка с продължението му на изток – залива Мачалат; Клейокуот; Тофино и Бъркли с продължението му на север – залива Олбърни, който почти разделя остров Ванкувър на две части. острови и полуострови – п-ов Брукс; о-ви Бансби; о-ви Бариер; остров Юнион; остров Нутка; остров Флорес; остров Варгас; остров Меърс; п-ов Есовиста и остров Цартус.
Източното крайбрежие е слабо разчленено, с изключение на южната си част, където най-голям залив е Саанич и заграждащият го от изток п-ов Саанич.

### Релеф
Преобладаващата част от острова е заета от планинска верига, простиращата се по цялото протежение от северозапад на югоизток. Максималната височина е връх Голдън Хайнд – 2198 m (49°39′46″ с. ш. 125°44′50″ з. д. / 49.662778° с. ш. 125.747222° з. д.), като има още няколко върха, които надвишават 2000 m. По високите планински части има остатъци от терциерни заледявания. На изток, от южния край на острова до към 50° с.ш. има тясна, 10 – 15 km крайбрежна равнина, заемаща едва 8% от площта на Ванкувър, в която са концентрирани голяма част от населението, инфраструктурата, промишлеността и обработваемата земя.
Целият остров попада в силно сеизмична зона, като най-силното регистрирано земетресение е от 7,3 по скалата на Рихтер през 1946 г.

### Климат
Климатът на острова е умерен, морски, влажен, особено по западното крайбрежие, със средногодишни валежи до 2000 mm. В района на езерото Хендерсън средногодишният валеж е 6650 mm, което го прави най-влажното място в цяла Северна Америка. На изток климатът е по-сух, до 1000 mm годишно, с топло лято, като в столицата Виктория те са едва 640 mm годишно. Там най-много валежи падат през месеците ноември, декември и януари – над 100 mm месечно, а минималните са през юли – едва 10 – 15 mm месечно.
В крайбрежните райони даже и през зимата температурите рядко падат под 0 °C, а през лятото има дни с температури до 28 – 33 °С. В столицата средната многогодишна температура за месец декември е 5 °С, а средната многогодишна юлска – 16 °С.
Снежна покривка в ниските части почти не се задържа, но в по-високите е значителна с продължителност 3 – 4 месеца.

### Води
Поради влажния океански климат, релефа и конфигурацията на острова реките са къси, но пълноводни, с множество водопади и езерни разширения. По-големите реки са: Нимакит, Салмон, Голд, Кембъл, Кенеди, Нанаймо и Кауичан, като повечето от тях текат към източното крайбрежие. На острова има и множество, главно проточни езера, дълги и тесни: Кауичан (900 km², най-голямото на острова), Спрот, Грейт Сентрал, Кенеди, Камакс, Батъл, Нимакит, Виктория и други. На много от реките, поради големия пад на водите, са построени ВЕЦ за производство на евтина електроенергия.

### Растителност и защитени територии
Близо 90% от територията на остров Ванкувър е покрита с гъсти иглолистни гори, главно елови (Picea sitchensis), а по високите планински части почти целогодишно зеленеят ливади и пасища.
На острова са създадени няколко провинциални паркове и защитени територии, най-големият от които е провинциалният парк Страткона (площ 2458 km²), а други по-малки са Кейп Скот (223 km2), п-ов Брукс (52 km²), Шоен лейк и други.

## Стопанство
Основната икономика на острова е концентрирана в столицата Виктория, където основен отрасъл е технологичната индустрия, в която оперират около 800 компании с годишни приходи от $ 1,95 млрд.
Във връзка с голямото водно богатство на острова силно развитие има и електродобивът, като са построени няколко големи ВЕЦ, които осигуряват електроенергия не само за целия остров, но част от нея се пренася и на континента.
Особено значение има и дърводобивът и свързаната с него дървообработваща промишленост, развиваща се на базата на големите горски масиви, покриващи голяма част от острова.
В района на град Кембъл Ривър и по долината на река Кембъл се експлоатира голямо находище на желязна руда.
Риболовът и свързана с него рибопреработвателна промишленост са едно от основните пера в икономиката на района.
Туризмът е друг важен отрасъл, който в последните години се развива с бързи темпове. На туристите се предлагат спортен риболов, плажен туризъм, водни ски, подводно гмуркане, разглеждане на архитектурни забележителности и други.
Основният вид транспорт на остров Ванкувър е морският, като освен в големите градове, където има изградени големи и модерни пристанища, в по-малките населени места, разположени по морското крайбрежие и по бреговете на вътрешните езера, функционират стотици малки пристанища и пристани, обслужващи годишно милиони пасажери и транспортиране на стоки.
По цялото източно крайбрежие на острова от юг на север има изградено модерно шосе, което от столицата Виктория до град Нанаймо (116 km) е част от трансканадската магистрала № 1, а от Нанаймо до Порт Харди (на северното крайбрежие) е шосе № 19 с дължина 406 km. Жп линии има на острова, но те постепенно се демонтират и все по-малко се използват за превоз на пътници и товари.
На острова има едно международно летище в столицата Виктория и няколко провинциални в градовете Сомокс, Нанаймо, Тофино, Кембъл Ривър и Порт Харди.

## Население
При преброяването на населението на Канада през 2011 г. населението на остров Ванкувър възлиза на 646 225 души, като повече от половина от него – 359 991 души, е концентрирано в столицата Виктория и съседните на нея градове. От останалото население близо 90% населява главно източното крайбрежие, а западното крайбрежие и вътрешните райони са много слабо населени.

### Административно деление
Цялата територия на острова се разделя на 7 района със следните районни центрове:
- 1. Виктория – 359 991 жители
- 2. Нанаймо – 98 021 жители
- 3. Кортни (Комокс) – 55 213 жители
- 4. Дънкан – 43 252 жители
- 5. Кембъл Ривър – 36 461 жители
- 6. Парксвил – 27 822 жители
- 7. Порт Олбърни – 25 465 жители

### Градове
Списък на по-големите градове на острова и тяхното население към 2011 г.
- Виктория – 344 630 души
- Нанаймо – 83 810 души
- Кембъл Ривър – 31 186 души
- Порт Олбърни – 17 743 души
- Кортни (Комокс) – 13 000 души
- Парксвил – 11 977 души
- Сидни – 11 300 души
- Дънкан – 4932 души
- Порт Харди – 3822 души
- Тофино – 1876 души